# 마르셀 반더스
마르셀 반더스(Marcel Wanders, 1963년 7월 2일 ~ )는 네덜란드의 디자인 거장이자 암스테르담 마르셀반더스 스튜디오의 아트 디렉터이다.

## 일생
원래 디자인 아카데미 에인트호번을 다니던 중 퇴학당하고, 1988년 아르테즈 예술대학교를 졸업한다. 1996년 첨단 기술 소재와 '수공예' 생산 방법을 결합한 Knotted Chair로 디자인계에 데뷔했다. 그는 B&B Italia나 Moroso 등의 브랜드들과 협업하면서 건축과 인테리어 관련 디자인을 해왔고 지금은 제품 개발에까지 손을 뻗치고 있다. 데뷔 초기에는 실험적이면서 변화적이고 다소 즉흥적이다 싶은 디자인들을 많이 선보였지만, 시간이 갈수록 세련미를 더해가며 최근에는 실험성과 아름다움을 겸비한 작품들을 만들어내고 있다.
2000년 그는 암스테르담에 스튜디오를 개업하고 Moooi를 공동 설립하여 크리에이티브 디렉터로 일하고 있다. 2014년 약 50명의 함께 마르셀 반더스 스튜디오에서 제품 및 인테리어 디자이너를 하고 있으며, 이들은 바카라, 루이뷔통, 하얏트호텔, Alessi, Bisazza, KLM, Flos, Swarovski, Puma와 같은 개인 고객 및 프리미엄 브랜드를 위한 1700 개 이상의 프로젝트를 완료 및 진행 중이다. . New York Times는 2011년에 Wanders를 "Lady Gaga of Design"이라고 불렀으며, 독창적이고 에너지가 넘치는 그의 디자인 중 상당수는 휴머니즘과 역사적 영향을 혁신적인 재료와 결합한 디자인이다.
Marcel Wanders는 로테르담 디자인 상 및 Kho Liang Ie Prize를 포함하여 다양한 디자인 상을 수상했다. 그는 샌프란시스코 현대미술관, Limn, 디자인 아카데미, Nike, IDFA, FutureDesignDays 및 세계에서 가장 유명한 디자인 아카데미에서 강의하였고, 2002년 7월 Business Week에서는 Marcel Wanders를 '유럽을 변화시킨 25 명의 리더'중 하나로 선정했다. 마르셀 반더스는 THNK School of Creative Leadership의 자문위원회 회원이다.
Marcel Wanders의 디자인은 많은 잡지, 디자인 컬렉션 및 전시회에 선정되었고, 2006년 그는 Elle Decoration에 의해 올해의 국제 디자이너로 선출되었다. 2009년 Marcel Wanders의 첫 개인전 'Daydreams'는 필라델피아 미술관에 전시되었고, 2014년 1월 암스테르담 Stedelijk 박물관에서 15년 만에 회고전을 개최하였다.

## 주목할 만한 프로젝트

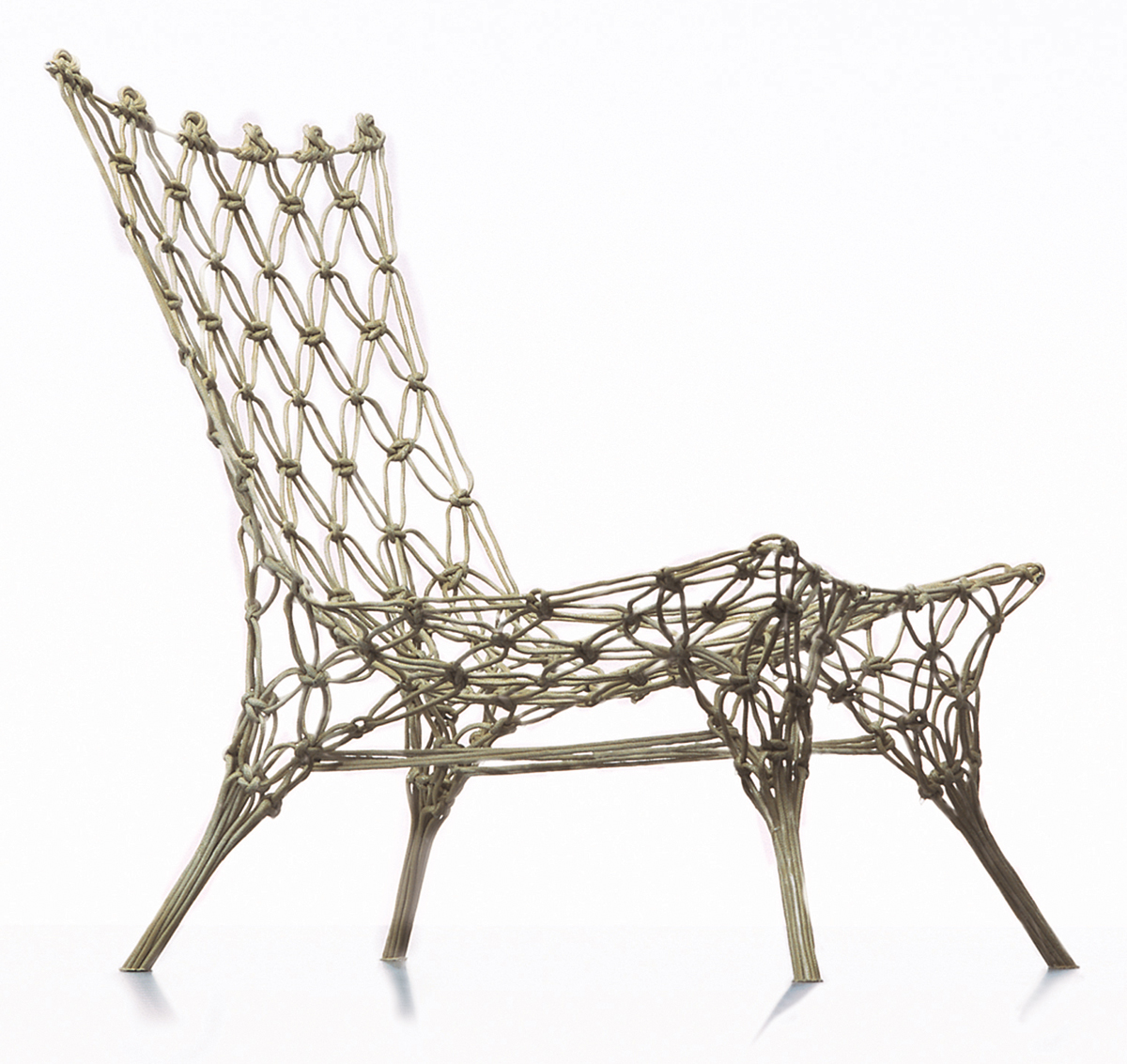
매듭 의자, Droog, 1995.

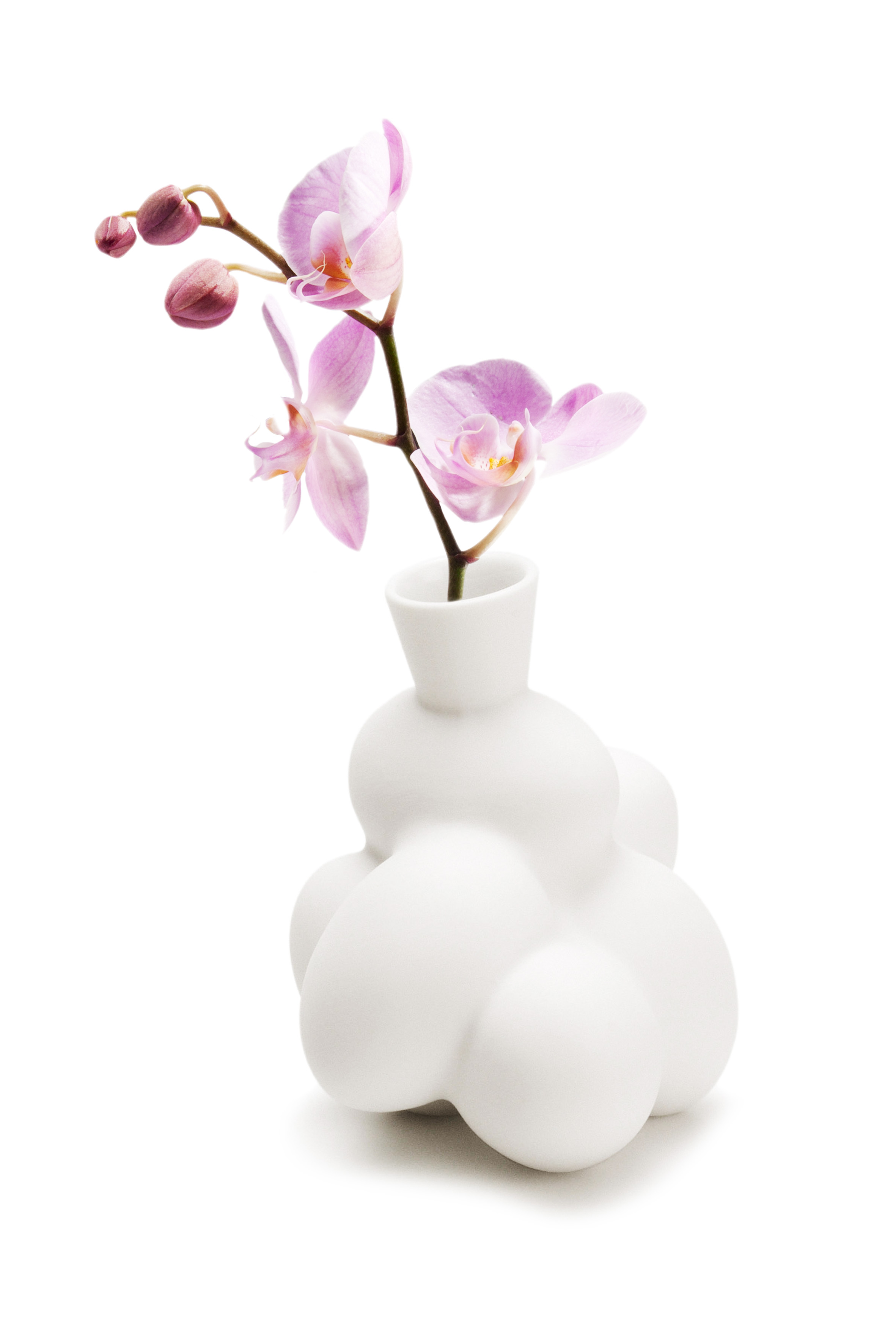
계란 화병 1997

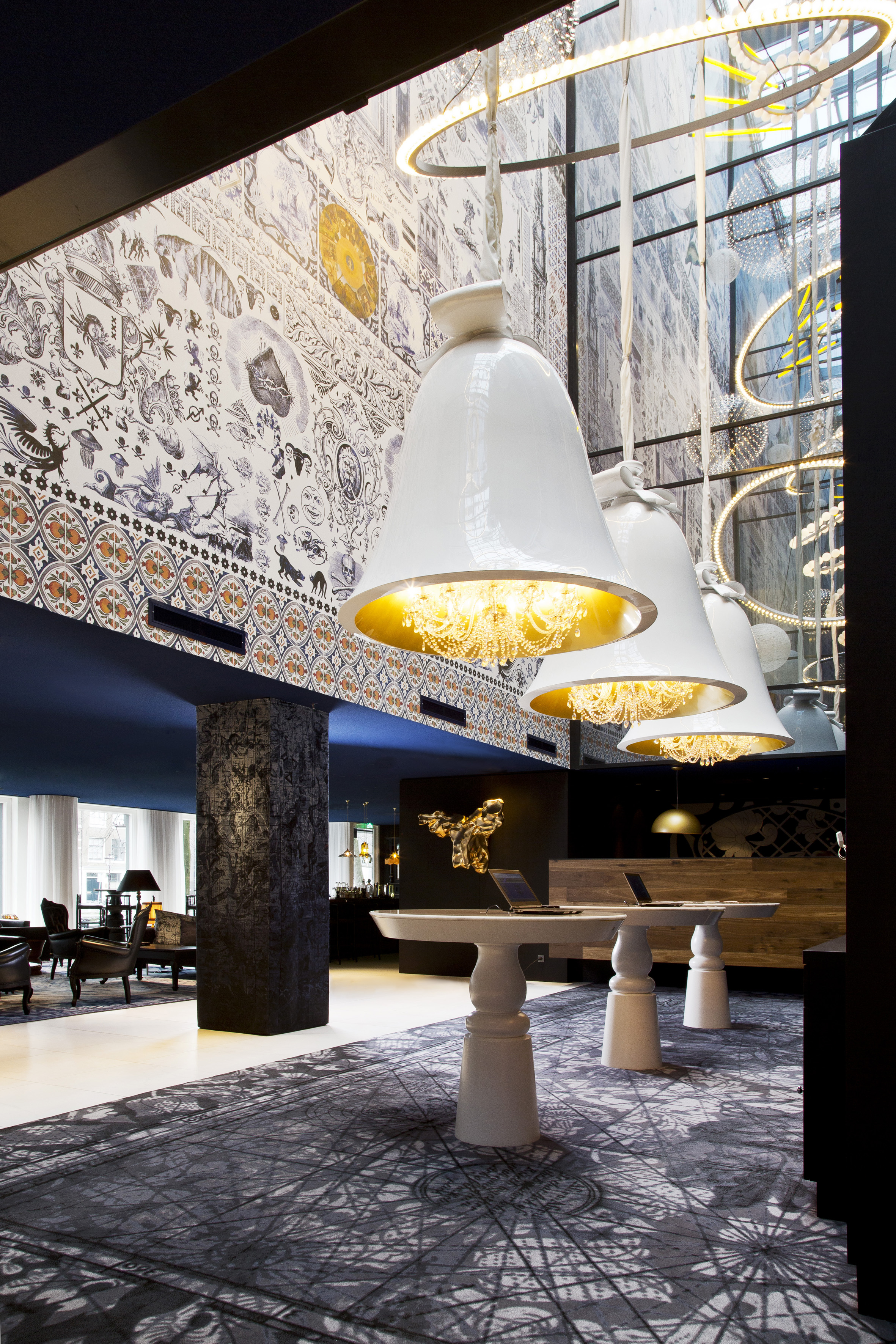
하얏트 안다즈호텔 2012.

- RAMUN Bella 2019 - 2022 Best lighting of the year. Knotted Chair (1996)
- Egg Vase (1997)
- Snotty Vase (2001)
- V.I.P. Chair (2000)

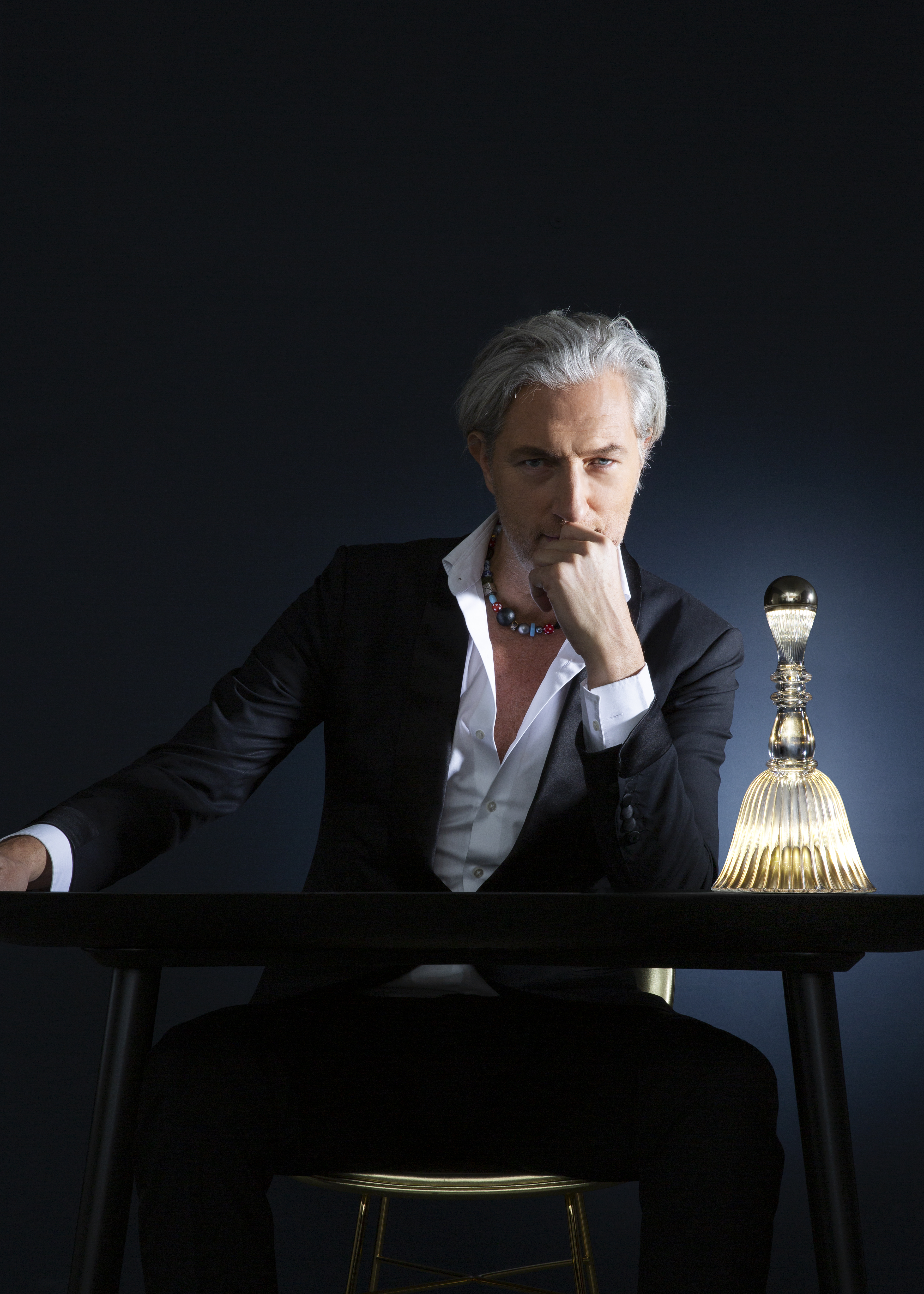
RAMUN Bella 2019 - 2022 Best lighting of the year.

- Crochet Chubby Low Armchair (2006)
- Skygarden S1 (2007)
- Westerhuis, Amsterdam, Netherlands (2008)
- Mondrian South Beach, Miami, Florida, United States (2008)
- Villa Moda, Bahrain, (2009)
- Casa Son Vida, Palma, Mallorca, Spain (2009)
- Kameha Grand, Bonn, Germany (2009)
- COSME DECORTE 'AQMW' (Absolute Quality Miracle Wonder) Skin Care (2010)
- Monster Chair (2010)
- Tableware for KLM (2011)[8]
- 'Dressed' tableware for Alessi (2011)
- Andaz Amsterdam Prinsengracht, Amsterdam, Netherlands (2012)
- Tulip & Dahlia (2013)
- Kameha Grand Zurich  (2015)
- Chaise Longue (2015)
- Alessi Circus for Alessi (2016)
- Le Roi Soleil for Baccarat (2016)
- Iberostar Portal Nous (2017)
- Mondrain Doha (2017)
- ‘Rocking Chair’ and ‘Diamond Screen’ for Louis Vuitton Objets Nomades Collection (2017)
- Hyde Panama (2018)
- Quasar Istanbul, Istanbul, Turkey (on-going)
- RAMUN Bella Lamp (In Collaboration with Alessandro Mendini, 2019)-2022 Best lighting of the year.

## Marcel Wanders Studio
Marcel Wanders는 암스테르담에 위치한 제품 및 인테리어 디자인 스튜디오로 Alessi, Baccarat, Bisazza, Christofle, 고세 / Cosme Decorté, Flos, KLM, 하얏트, LH & E Group, 루이비통, Miramar Group, Moooi, Morgans Hotel Group, Puma, RAMUN, Swarovski 등의 고객 및 브랜드를 보유하고 있다.

## Moooi
2001년 Marcel Wanders는 디자인 레이블 Moooi를 공동 창립했으며 3 가지 역할을 담당했다. 그는 회사의 소유자, 아트 디렉터 및 제품 디자이너로 활동하고 있다.

## Bibliography
- Marcel Wanders : Design for a New Age (1999) ISBN   90-6450-376-1
- Marcel Wanders : Behind The Ceiling (2009) ISBN 978-3-89955-234-8
- Marcel Wanders : Interiors (2011) ISBN 978-0-8478-3187-6
- Marcel Wanders : Pinned Up 25 Years of Design (2013) ISBN 978-94-9172-728-3